# Jordi Singla
Jordi Singla Artigas (Nacido el 25 de junio de 1970, en Manresa, Barcelona) es un exjugador de baloncesto español, que ocupaba la posición de ala-pívot. 

## Trayectoria
Su carrera deportiva se inicia en las categorías inferiores del Manresa, juega en el primer equipo durante 15 años, toda su carrera deportiva a excepción de un breve paso por el CB Navás, alcanzando grandes gestas con el equipo del Bages como la liga ACB de la temporada 1997-98 o la Copa del Rey de la temporada 1995-96.

## Trayectoria deportiva
- Bàsquet Manresa. Categorías inferiores
- 1989-92 Bàsquet Manresa
- 1992-93 CB Navas
- 1992-04 Bàsquet Manresa